# Pistoia (stacja kolejowa)
Pistoia (wł. Stazione di Pistoia) – stacja kolejowa w Pistoi, w prowincji Pistoia, w regionie Toskania, we Włoszech.
Znajduje się na linii kolejowej Florencja-Viareggio, a także na linii z Pistoi do Porretta Terme, która następnie biegnie do Bolonii.
Stacja jest mocno uczęszczana, przez studentów w kierunku Prato i Florencji, ale także do Lukki i Pizy. Latem ruch jest wspierany w kierunku Versilia i Viareggio.
Roczny ruch na stacji wynosi 3 mln pasażerów, i jest zarządzana przez RFI i Centostazioni. Posiada kategorię złotą.